# Babszem Jankó (film, 1974)
A Babszem Jankó (ジャックと豆の木; Jack to Mame no Ki; Hepburn: Jack to Mame no Ki; angolul: Jack and the Beanstalk) 1974-ben bemutatott japán–amerikai rajzfilm, amelyet Szugi Giszaburo rendezett. Az animációs játékfilm producere Furukava Kacumi. A forgatókönyvet Hirami Sudzsi írta, a zenéjét Micuki Takasi szerezte. A mozifilm a Group TAC és a Nihon Herald Eiga gyártásában készült, a Columbia Pictures forgalmazásában jelent meg. Műfaja zenés kalandfilm.
Japánban 1974. július 20-án, Amerikában 1976. február 13-án mutatták be a mozikban, Magyarországon 1994-ben adták ki VHS-en.

## Szereplők
| Szereplő    | Eredeti hang        | Eredeti hang    | Magyar hang          |
| Szereplő    | japánul             | angolul         | Magyar hang          |
| ----------- | ------------------- | --------------- | -------------------- |
| Jankó       | Icsimura Maszacsika | Billie Lou Watt | Szokol Péter         |
| Margaréta   | Jamamoto Linda      | Corinne Orr     | Zsigmond Tamara      |
| Madame Noir | Kiki Kirin          | Corinne Orr     | Kocsis Mariann       |
| Jankó anyja | Aszó Mijoko         | Corinne Orr     | Némedi Mari          |
| Hárfa       | Icsitani Sinku      | Corinne Orr     | Illyés Mari          |
| Tulipán     | Mizusima Hirosi     | Jack Grimes     | Szabó Sipos Barnabás |
| Zsömle      | Kamimura Kazuo      | Jack Grimes     | Holl Nándor          |
| Csodaárus   | Mijoko Kó           | Jack Grimes     | Uri István           |

A fenti magyar szinkron 1994-ben készült a Best Hollywood forgalmazásával.